# Peter Kersten
Peter Kersten (født 1. februar 1958 i Magdeburg) en en tysk tidligere roer.

## Karriere

### Roning
Kerstens første store præstation var, at han i 1976 vandt junior-VM for DDR i singlesculler. I 1979 var han som senior med til at blive verdensmester i dobbeltfireren, en præstation han gentog i 1981. Han var desuden med til at blive østtysk mester i dobbeltfireren disse to år.
Ved OL 1980 i Moskva roede han singlesculler og efter at være blevet nummer to i sit indledende heat og have vundet sin semifinale måtte han tage til takke med bronzemedaljen i finalen, hvor den regerende olympiske og verdensmester, finnen Pertti Karppinen, sikrede sig guldet foran Vasilij Jakusja fra Sovjetunionen.

### Videre karriere
Kersten er uddannet maskiningeniør og arbejder nu som reparatør.

## OL-medaljer
- 1980:  Bronze i singlesculler